# Бада (аеродром)
Бада — покинутий військовий аеродром 2-го класу, розташований на північно-східній околиці села Бада, Забайкальський край.

## Особливості
Аеродром гірський, оточений сопками, має перевищення 792 метри над рівнем моря.

## Історія
Аеродром побудований в період воєнних дій на річці Халхин-Гол. На аеродромі розташовувалися авіаційні майстерні (ПАРМ), які збирали літаки, що прибувають залізницею, випробовували та передавали в частини.
З липня 1940 року на аеродромі базувався 51-й винищувальний авіаційний полк на літаках І-15 та І-16. З 1943 по 1945 роки на аеродромі базувалися 456-й близькобомбардувальний авіаційний полк та 457-й близькобомбардувальний авіаційний полк на літаках СБ. Перед Радянсько-японською війною полки перевчилися на Пе-2. Всі полки входили до складу 30-ї бомбардувальної авіаційної дивізії.
Після війни на аеродромі базувався 56-й близькобомбардувальний авіаційний полк з літаками Пе-2. Входив до складу 247-ї бомбардувальної авіаційної дивізії. У 50-х роках XX століття полк вийшов зі складу розформованої 247-ї бомбардувальної авіаційної дивізії та перебазувався на аеродром Возжаївка.
Гарнізон (службові та житлові приміщення) будувалися після війни полоненими японцями. На аеродромі на той час також була база зберігання списаної авіаційної техніки, як вітчизняної, так і тієї, що надходила за ленд-лізом і трофейної. За мірками Забайкалля, це було досить пристойне селище, проте в якому все опалення було пічне, вся вода привізна (з двох свердловин), а електрику подавали по годинах із місцевої дизельної електростанції.
У Баді тоді було два польових аеродроми — «Північний» і «Південний». Один був навчальним аеродромом, на якому знаходилося Бадінське штурманське училище, а на другому аеродромі були авіаремонтні майстерні.
У 1954 році в Баду (на «Північний» аеродром) було переведено Лугінську школу молодших авіаційних фахівців (в/ч 74984). Хоча льотних частин на той момент у Баді не було, навчальний аеродром вважався запасним і підтримувався в придатному для польотів стані та періодично приймав літаки. «Південний» аеродром на той час за призначенням вже не використовувався, пізніше в Південному містечку дислокувалася 18-та окрема рота СпН в/ч 55433 (до 1977). Десантники використовували навчальний аеродром школи молодших авіаційних фахівців для стрибків з парашутом з літаків Ан-2.
У 1956-57 рр. все селище було переведено на централізоване водопостачання та опалення. У сімдесятих роках у гарнізоні розмістили ще одну навчальну частину з підготовки водіїв машин. На 1980 в Баді були дві навчальні частини, вертолітний загін, інженерно-аеродромний батальйон.
1983 року на аеродром перебазовано 21-й авіаційний Вітебський Червонопрапорний ордена Кутузова полк винищувачів-бомбардувальників (в/ч 35531) зі складу 21-ї авіаційної дивізії, і пропрацював там до свого розформування 2002 року. Натомість розформованого полку бомбардувальників на аеродром перегнали 313-й розвідувальний полк на Су-24МР, який дислокувався до 2009 року. Восени 2009 року залишки полку перелетіли до Джиди і увійшли до складу 2-го гв. БАП у вигляді розвідувальної ескадрильї.
Після цього аеродром було законсервовано.

## Авіаційні події
- 5 серпня 1994 року. сталася катастрофа літака Ан-12БК. Під час виконання транспортного рейсу Джида-Бада-Чита, під час заходу на посадку на аеродром Бада літак Ан-12БК зі складу 36-го окремого змішаного авіаційного полку, в умовах поганої видимості ухилився від курсу та зіштовхнувся із сопкою. Усі, хто знаходився на борту, — екіпаж 6 людей і 41 пасажир — загинули.

- 7 серпня 2003 року катастрофа Су-24МР. Під час заходу на посадку в умовах поганої видимості зазнав катастрофи Су-24МР 313-го розвідувального авіаційного полку, екіпаж загинув. Винними у катастрофі визнали керівника польотів та керівника зони посадки, які за рішенням військового суду отримали умовні строки.